# Pelargonium crinitum
Pelargonium crinitum är en näveväxtart som beskrevs av William Henry Harvey. Pelargonium crinitum ingår i släktet pelargoner, och familjen näveväxter. Inga underarter finns listade i Catalogue of Life.